# Mononchus longicollis
Mononchus longicollis är en rundmaskart som beskrevs av Nathan Augustus Cobb 1917. Mononchus longicollis ingår i släktet Mononchus och familjen Mononchidae. Inga underarter finns listade i Catalogue of Life.